# Джейк Пол — Нейт Діас
Бій Джейк Пол — Нейт Діас (англ. Jake Paul vs. Nate Diaz) — професійний боксерський поєдинок між Джейком Полом та колишнім бійцем MMA Нейтом Діасом. Бій відбувся 5 серпня 2023 року на Американ-Ейрлайнс-центрі в Далласі (штат Техас). Джейк Пол здобув перемогу одностайним рішенням.

## Передумови
Після перемоги Томмі Ф'юрі над Джейком Полом у лютому 2023 року в Саудівській Аравії і Пол, і Ф'юрі висловили бажання провести негайний реванш. Однак у березні з'явилися повідомлення, що Пол і його команда планують провести поєдинок проти Флойда Мейвезера-молодшого і Оладжіде Олатунджі (KSI) перед реваншем з Ф'юрі.
12 квітня було оголошено, що Пол повернеться на ринг проти бійця MMA Нейта Діаса.

## Транслятори
| Країна/регіон   | Телерадіоорганізація | Телерадіоорганізація | Телерадіоорганізація | Телерадіоорганізація |
| Країна/регіон   | FTA                  | Кабельне телебачення | Pay-per-view         | Потокове мультимедіа |
| --------------- | -------------------- | -------------------- | -------------------- | -------------------- |
| США (господар)  | —                    | —                    | DAZN PPV             | DAZN PPV             |
| Велика Британія | —                    | —                    | DAZN PPV             | DAZN PPV             |
| По всьому світу | —                    | —                    | —                    | DAZN                 |